# Jerzy Braszka
Jerzy Braszka (ur. 24 maja 1946 w Łodzi) – polski aktor teatralny i filmowy.

## Życiorys
W 1970 roku ukończył studia na Wydziale Aktorskim PWSFTviT w Łodzi.

## Filmografia
- 1954: Autobus odjeżdża 6.20 – Jurek Poradzki
- 1966: Tramwaj – mężczyzna
- 1968: Stawka większa niż życie – adiutant pułkownika Reinera (odc. 6)
- 1969: Czterej pancerni i pies – żołnierz przeszukujący Niemców z oddziału hauptmanna Krummela (odc. 11)
- 1970: Pierścień księżnej Anny – Walek, giermek księcia Janusza
- 1971: Podróż za jeden uśmiech – autostopowicz (odc. 1, 2 i 4)
- 1972: Podróż za jeden uśmiech – autostopowicz
- 1973: Sobie król – Olek
- 1973: Sanatorium pod Klepsydrą – „Skórzana pończocha”, postać w panoptikum
- 1973: Profesor na drodze – mechanik Robaczkiewicz
- 1973: Na niebie i na ziemi
- 1973: Hubal – kapral Stanisław Wiśniewski
- 1974: Ziemia obiecana – inżynier
- 1974: Gniazdo – woj Czcibora
- 1975: Znikąd donikąd – Dzik
- 1975: Ziemia obiecana – urzędnik w fabryce Bucholca (odc. 1)
- 1975: Zawiłości uczuć – Marek
- 1975: Trzecia granica – partyzant Jano (odc. 7 i 8)
- 1975: Jarosław Dąbrowski
- 1975: Dyrektorzy – Tadeusz, kierowca dyrektora „Fabelu” (odc. 1-3)
- 1976: Zagrożenie – dziennikarz
- 1976: Ocalić miasto – żołnierz AK
- 1976: Honor dziecka – strażak
- 1976: Daleko od szosy – Stefan, chłopak poznany przez Anię w Ciechocinku (odc. 6)
- 1977: Wodzirej – estradowiec
- 1977: Poza układem – żużlowiec Henryk Górzyński
- 1978: Życie na gorąco – Adolf, człowiek Ottona (odc. 9)
- 1978: Do krwi ostatniej... – 2 role: Bronisław Lachowicz; adiutant Sikorskiego
- 1979: Placówka – mężczyzna pijący wódkę z Maćkiem w karczmie
- 1979: Kobieta i kobieta – Stefan, kierowca Ireny
- 1979: Do krwi ostatniej – adiutant Sikorskiego (odc. 1 i 4); Bronisław Lachowicz (odc. 6 i 7)
- 1980: Spotkanie na Atlantyku – steward
- 1981: Znachor
- 1982: Przygrywka – konserwator odnawiający kościół (odc. 4)
- 1991: Nad rzeką, której nie ma – Ziutek
- 1991: Trzy dni bez wyroku – „Szef”, pułkownik MO
- 1993: 20 lat później – dziennikarz „Der Spiegel” poszukujący dzieci Hauserów
- 1995: Ekstradycja – barman (odc. 3)
- 1995: Cyrkowa pułapka – Trochowski
- 1996: Dom – celnik w ubojni (odc. 16)
- 1997: Młode wilki 1/2 – policjant Rojewski
- 1999: Ogniem i mieczem
- 1999–2000: Czułość i kłamstwa – prezes Hurtowni Farmaceutycznej „Pharm-Arena”
- 2000: Sukces – kapitan Szela, oficer UOP
- 2000: Słoneczna włócznia – asystent doktora Fullera (odc. 12 i 13)
- 2000: Ogniem i mieczem (serial)
- 2001–2007: Klan – 2 role: Zbigniew Boreczko, likwidator z Towarzystwa Ubezpieczeniowego „Ostoja”; lekarz ginekolog
- 2001: M jak miłość – dyrektor technikum Pawła Zduńskiego (odc. 33)
- 2001–2002: Lokatorzy – Rysio, szwagier Bogackiej
- 2001: Gulczas, a jak myślisz... – porucznik Centralnego Biura Śledczego, szef Alicji „Kobry”
- 2002: Yyyreek!!! Kosmiczna nominacja – „Feniks”, szef „Kobry” w Centralnym Biurze Śledczym
- 2002: Sfora – prezes dający Nowickiemu łapówkę (odc. 1)
- 2002: Sfora: Bez litości – prezes dający Nowickiemu łapówkę
- 2003: Tygrysy Europy 2 – Mietek Toboła
- 2003: Tak czy nie? – Witek Brzeski
- 2003: Stara baśń. Kiedy słońce było bogiem – pachołek Ziemka
- 2003–2007: Sąsiedzi – Rysio, szwagier Bogackiej (odc. 1 i 15); magik (odc. 61); pijak zatrzymany przez francuskich żandarmów (odc. 134)
- 2004: Stara baśń – pachołek Ziemka
- 2005–2009: Na dobre i na złe – Roman Czyż, mąż Doroty
- 2006: Fałszerze – powrót Sfory – szef Polka (odc. 13)
- 2006: Apetyt na miłość – Piżmak (odc. 12)
- 2007–2009: Tylko miłość – inspektor Rakowiecki
- 2007: Ja wam pokażę! – robotnik Jerzy (odc. 9)
- 2007: Glina – recepcjonista w „Ramzesie” (odc. 13)
- 2008: Kryminalni – lekarz policyjny (odc. 97)
- 2009–2012: Barwy szczęścia – lekarz (odc. 234, 244, 550, 769)
- 2010: Śluby panieńskie – szlachcic
- 2010: Nowa – dyrektor domu starców (odc. 8)
- 2010: Czas honoru – strażnik w fabryce Wojciechowskiego (odc. 32)
- 2010: Cudowne lato – prowadzący galę „Necro Expo”
- 2011: Wiadomości z drugiej ręki – realizator Karol
- 2011: Syberiada polska – mężczyzna
- 2011: Komisarz Alex – naczelnik (odc. 4)
- 2011: 1920 Bitwa warszawska – oficer
- 2012: Paradoks – inżynier Wróblewski (odc. 10)